# Paectes stigmatias
Paectes stigmatias là một loài bướm đêm trong họ Noctuidae.